# Otholobium brachystachyum
Otholobium brachystachyum là một loài thực vật có hoa trong họ Đậu. Loài này được (Spruce ex Diels) J.W. Grimes miêu tả khoa học đầu tiên năm 1990.